# Zračna luka München
Zračna luka München Franz Josef Strauss (IATA: MUC, ICAO: EDDM) (Njemački: Flughafen München-Franz Josef Strauß), nalazi se 28,5 km sjevernoistočno od Münchena i prometno je čvorište Lufthanse i aviotvrtki u sastavu Star Alliancea. Nalazi se u neposrednoj blizini starog grada Freisinga a ime je dobila po političaru Franz Josef Straußu. 

## Povijest

### Razvoj
Prethodna zračna luka Münchena, zračna luka München-Riem, bila je operativna od 1939. do 1992. Početni planovi za proširenje zračne luke datiraju iz 1954. godine. Bavarska vlada donijela je odluku o izgradnji nove zračne luke na području nazvanom "Erdinger Moos" 5. kolovoza 1969. godine. Kad je 3. studenoga 1980. započela gradnja, malo mjesto Franzheim nestalo je i preselilo se oko 400 stanovnika. Zračna luka smještena je na teritoriju četiri različite općine: Oberding (mjesto terminala; okrug Erding), Hallbergmoos, Freising i Marzling u okrugu Freising. 
Nova münchenska zračna luka započela je s radom 17. svibnja 1992. godine, a svi letovi do i iz Münchena premješteni su na novo mjesto preko noći. München-Riem zatvoren je 16. svibnja 1992. nešto prije ponoći.
Zračna luka nazvana je po Franzu Josefu Straussu, koji je igrao istaknutu, iako ponekad kontroverznu ulogu u zapadnonjemačkoj politici od 1950-ih do svoje smrti 1988. Između ostalih položaja, Strauss je bio dugogodišnji ministar-predsjednik (guverner) države Bavarske. Strauss, i sam privatni pilot, pokrenuo je novi projekt zračne luke i bio je posebno zainteresiran za privlačenje zrakoplovne industrije u Bavarsku. Smatraju ga jednim od očeva projekta Airbus i služio je kao početni predsjednik nadzornog odbora Airbusa.
Flughafen München GmbH, koja je vlasnik i upravlja zračnom lukom u Münchenu, društvo je s ograničenom odgovornošću koja se sastoji od tri dioničara: države Bavarske (51%), Savezne Republike Njemačke (26%) i grada Münchena (23%). Logo münchenske zračne luke sastoji se od slova "M" sa sloganom "Žive ideje - povezivanje života". Zračna luka München obično se naziva "Flughafen München" ili jednostavno "MUC", što je njegov IATA kod. Tijekom gradnje aerodrom se nazivao "Flughafen München II".

Izvori
1. ↑  Statistika za 2012. - Zračna luka München | Munich Airport Pristupljeno 05. veljače 2014.
2. ↑  EAD Basic